# Hungenroth
Hungenroth est une municipalité du Verbandsgemeinde Emmelshausen, dans l'arrondissement de Rhin-Hunsrück, en Rhénanie-Palatinat, dans l'ouest de l'Allemagne.